# Sigambra bassi
Sigambra bassi är en ringmaskart som först beskrevs av Olga Hartmann 1945.  Sigambra bassi ingår i släktet Sigambra och familjen Pilargidae. Inga underarter finns listade i Catalogue of Life.